# Рилски кон
Вижте пояснителната страница за други значения на Кон.
Рилски кон, или Рилопланински кон, е примитивна порода български впрегатен кон.
Представителите на породата са селектирани и разпространени в района на планините Рила и Пирин. Основно тези коне са използвани в миналото за превоз на дървен материал. Приспособени са към климатичните условия и планинския начин на отглеждане.
Сред най-характерните белези на породата е силно удълженото тяло. Главата е къса, тежка и масивна.
Основният цвят на представителите на породата е кестенявият, по-рядко се срещат черни и сиви коне и много рядко алести.